# بوفورت ۹۱۶۱
سیارک ۹۱۶۱ (به انگلیسی: 9161 Beaufort، نامگذاری:1987BZ1) نه هزار و صد و شصت و یکمین سیارک کشف شده‌است که در ۲۶ ژانویه ۱۹۸۷ کشف شد.
قدر مطلق سیارک برابر ۲۸.۲ است.